# Listrocerum quentini
Listrocerum quentini är en skalbaggsart som först beskrevs av Pierre Lepesme och Stefan von Breuning 1956.  Listrocerum quentini ingår i släktet Listrocerum och familjen långhorningar. Inga underarter finns listade i Catalogue of Life.